# Mateusz Parlicki
Mateusz Parlicki (ur. 14 kwietnia 1984) – polski lekkoatleta specjalizujący się w skoku w dal i w trójskoku.

## Kariera sportowa
Zawodnik klubów: MMKS Dąbrowa Górnicza (1999-2000), AZS-AWF Katowice (2004-2008), MKS-MOS Płomień Sosnowiec (2001-2003 i 2009-2014). Dwukrotny brązowy medalista mistrzostw Polski: w trójskoku (2008) i w skoku w dal (2009). Dwukrotny brązowy medalista halowych mistrzostw Polski w trójskoku (2005 i 2007). Młodzieżowy wicemistrz Polski w trójskoku (2004).
Rekordy życiowe: skok w dal - 7,91 (2008), trójskok - 16,66 (2007).